# Zakład Naukowo-Wychowawczy Ojców Jezuitów w Chyrowie

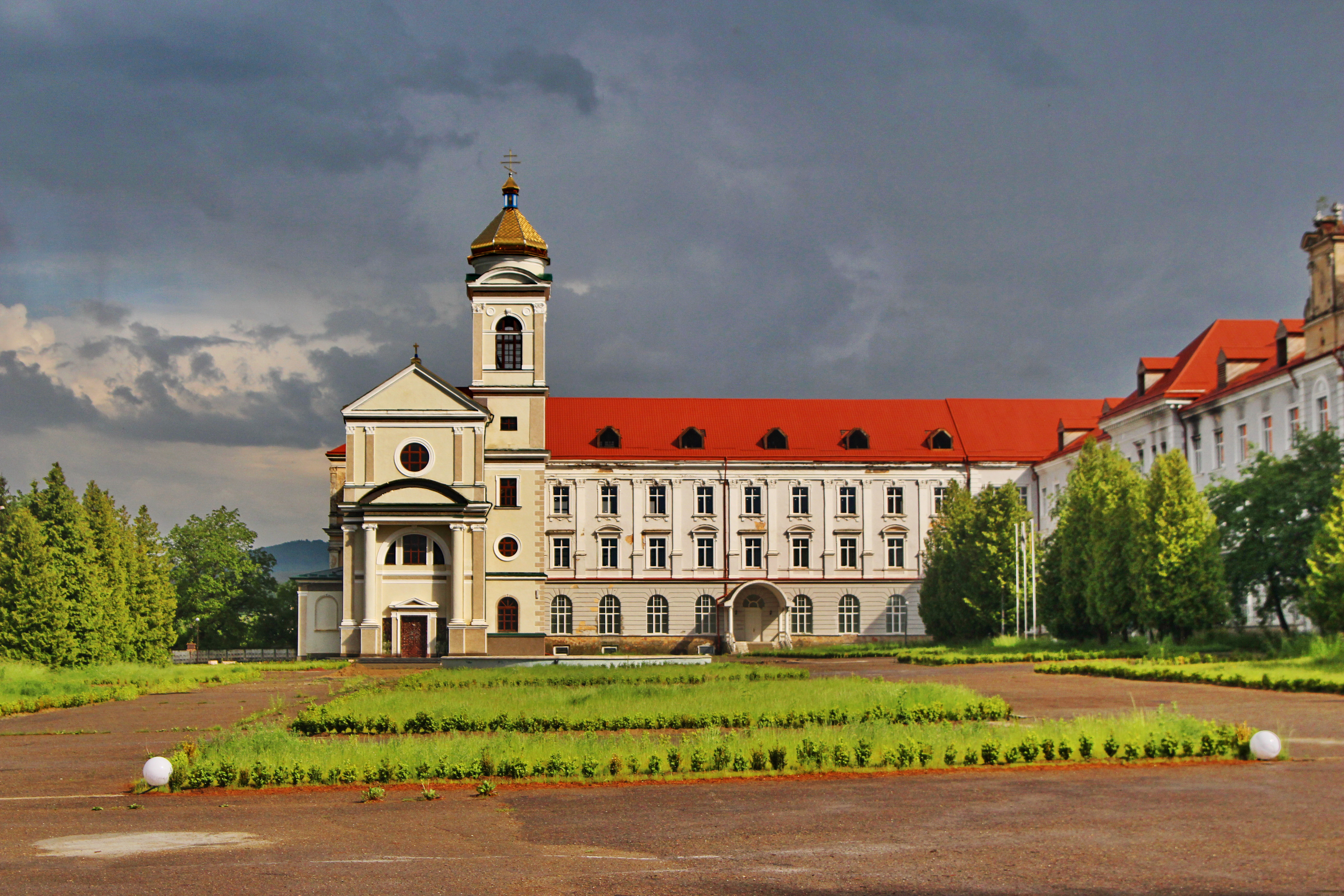
Widok współczesny

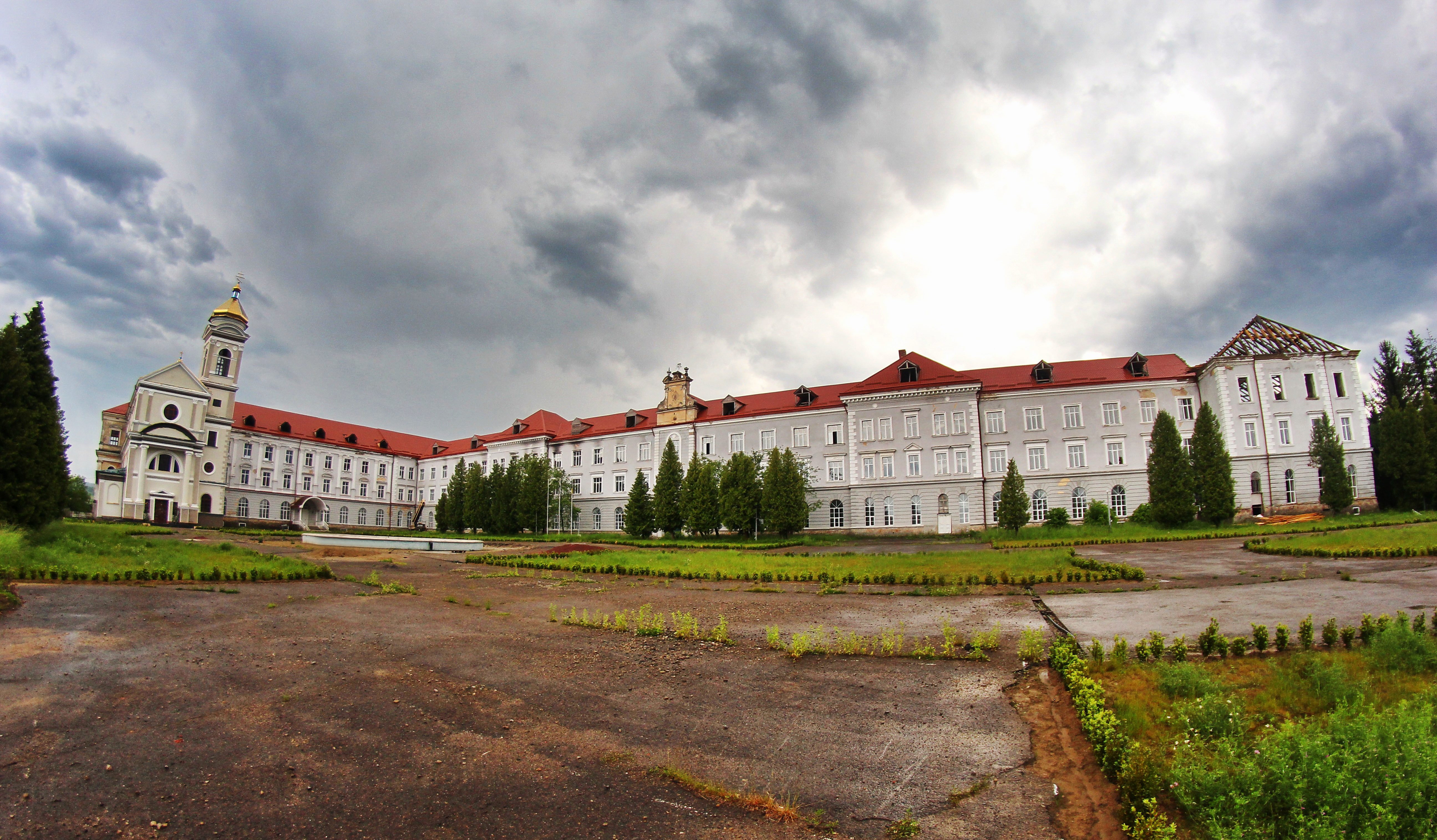
Widok współczesny

Zakład Naukowo-Wychowawczy Ojców Jezuitów w Chyrowie pod wezwaniem św. Józefa – szkoła prywatna o statusie gimnazjum, założona i prowadzona przez jezuitów w Chyrowie k. Przemyśla w latach 1886–1939. Chyrowskie gimnazjum uważane było w czasach II Rzeczypospolitej za kuźnię polskich elit społecznych i finansowych.

## Historia

### Geneza i założenie
Zakład kontynuował tradycje założonego w 1582 kolegium jezuitów w Połocku (od 1812 Akademii Połockiej), którego kadra po kasacie zakonu w Imperium Rosyjskim przez cara Aleksandra I w 1820 przeniosła się do Tarnopola w zaborze austriackim. Szkoła w Tarnopolu funkcjonowała początkowo jako prywatny konwikt szlachecki. W 1846 utraciła większą część kadry na rzecz nowo utworzonych konwiktów w Feldkirch (Stella Matutina) i Karlsbergu, a w 1848 w związku z udziałem studentów i absolwentów w Wiośnie Ludów została przejęta przez państwo. Konwikt jezuicki w Tarnopolu został odtworzony jako nowa instytucja w 1856, w 1863 uzyskał status kolegium, a od 1875 był znany jako Zakład Wychowawczo-Naukowy Towarzystwa Jezusowego w Tarnopolu. 
Z inicjatywy Mariana Ignacego Morawskiego, od 1880 rektora zakładu w Tarnopolu, prowincjał galicyjski jezuitów ks. Henryk Jackowski podjął starania o przeniesienie szkoły do nowej lokalizacji, która zapewniłaby możliwość powiększenia placówki, obniżenie kosztów utrzymania i bezpieczeństwo z racji oddalenia od granicy państwowej. W 1883 jezuici zakupili za sumę 60 tys. złotych reńskich, pochodzącą z ojcowizny ks. Morawskiego, majątek Franciszka Topolnickiego w Bąkowicach pod Chyrowem k. Przemyśla, na przecięciu tras Węgiersko-Galicyjskiej Kolei Żelaznej i Galicyjskiej Kolei Transwersalnej. Pozostałą po zakupie kwotę 45 tys. zł ks. Jackowski uzupełnił na potrzeby budowy od podstaw szkolnego gmachu darowiznami od ziemian (2,6 tys. zł reńskich) i cesarza Franciszka Józefa I (3 tys. zł). W 1886 po przeniesieniu 150 uczniów pierwszych klas gimnazjum z Tarnopola zakład w Chyrowie rozpoczął swoją działalność. Bezpośredniego wzoru organizacyjnego dostarczył szkole konwikt w Feldkirch, oceniany przez ks. Jackowskiego jako źródło trwałych zasad życiowych i poprzez swych absolwentów „poślednia podpora owego Centrum niem., które tak znakomitym jest wzorem dla katolików i konserwatystów; a podobno też dla poczciwych ludzi wszystkich narodów i krajów”. Po dalszej rozbudowie do początków XX w. kosztem 780 tys. zł reńskich, uzyskanych z kredytów bankowych, szkoła kształciła 272 uczniów, a po kolejnym powiększeniu – 400.

### Okres międzywojenny
Od 4 listopada do 16 grudnia 1918 w rejonie Chyrowa toczyły się działania wojny polsko-ukraińskiej z udziałem nowo sformowanych jednostek polskich: załogi pociągu pancernego Kozak, 1 Pułku Strzelców Podhalańskich pod dowództwem kpt. Juliusza Siwaka oraz 3 Batalionu Strzelców Sanockich pod dowództwem ppłk. Józefa Swobody, w którym kompanią krośnieńską dowodził por. Stanisław Maczek. Walki te, zakończone polskim zwycięstwem, zostały opracowane naukowo przez wykładowców szkoły.
Po odzyskaniu przez Polskę niepodległości i nastaniu II Rzeczypospolitej rozporządzeniem Ministra Wyznań Religijnych i Oświecenia Publicznego z 5 grudnia 1925 Gimnazjum Męskie oo. Jezuitów otrzymało pełna prawa gimnazjów państwowych. W latach 20. Gimnazjum funkcjonowało pod nazwą Konwikt św. Józefa w Chyrowie. Właścicielem szkoły pozostawała polska prowincja zakonu oo. Jezuitów. Szkoła posiadała pełne prawa gimnazjum państwowego. Wówczas Gimnazjum było szkołą typu klasycznego. W 1926 w Gimnazjum było osiem klas z czternastoma oddziałami, w których uczyło się łącznie 471 uczniów wyłącznie płci męskiej. W okresie międzywojennym zakład cieszył się reputacją polskiego odpowiednika Eton College.
Administratorem Zakładu w latach 1930–1933 był Paweł Dzieduszycki, wcześniejszy ordynat Ordynacji Dzieduszyckich, dochody której przeznaczone były na utrzymanie i rozwój Muzeum Przyrodniczego im. Dzieduszyckich we Lwowie.

### II wojna światowa i okres powojenny
W czasie okupacji sowieckiej (wrzesień 1939 – czerwiec 1941) w pomieszczeniach zakładu mieściły się koszary Armii Czerwonej. Po wkroczeniu Niemców w czerwcu 1941 na terenie obiektu powstał obóz jeniecki, zaś od drugiej połowy 1943 do końca okupacji niemieckiej (sierpień 1944) funkcjonował tam szpital wojskowy.
Po wojnie Chyrów znalazł się poza granicami Polski i gimnazjum nie zostało reaktywowane. W obiektach zakładu mieściły się do 1992 koszary wojsk sowieckich, a do 2004 ukraińskich. 4 lutego 1996 kaplicę Zakładu konsekrowano jako greckokatolicką cerkiew pod wezwaniem św. Mikołaja. Budynki poklasztorne wymagały generalnego remontu. Władze Chyrowa zgodziły się po 2004 na utworzenie tam ukraińsko-polskiego instytutu badawczego, a rada miasta przyjęła uchwałę popierającą koncepcję utworzenia instytutu.
W sierpniu 2013 miasto sprzedało jednak budynki właścicielowi powołanej wówczas prywatnej firmy Chyriw-Rent-Inwest (Хирів-Рент-Інвест), Ewhenowi Buczynśkiemu, który uruchomił w kompleksie hotel i spa. 24 marca 2018 w zabudowaniach dawnego kolegium wybuchł pożar

## Wyposażenie
Zakład był jedną z najlepszych szkół w Polsce i w Europie. Rozległe zabudowania szkoły zawierały przestronne klasy, zaopatrzone znakomicie w pomoce naukowe, pracownie przedmiotowe, bibliotekę z ok. 30 tysiącami książek, bogate zbiory geograficzne i historyczne (w tym archeologiczne i numizmatyczne), przyrodnicze (własny ogród botaniczny), sale gimnastyczne i inne obiekty sportowe (4 korty tenisowe i 8 boisk), wyposażone w sprzęt do różnych dyscyplin sportowych i zabaw. Działał też szkolny teatr. Szkoła miała nawet własne obserwatorium astronomiczne. Znakomite były warunki socjalne, pomieszczenia sypialne, olbrzymia jadalnia i aula, sieć wodociągowa i kanalizacyjna, własna elektrownia, szpital, młyn z piekarnią, pralnia parowa, ślusarnia, stolarnia, własne folwarki. Wszystko to znajdowało się w znakomicie skomponowanym otoczeniu, pełnym parków, klombów i ogrodów.
Budynki zakładu wzniesiono według projektów Antoniego Łuszczkiewicza, którego prace po jego śmierci kontynuował Jan Zakrzewski. Rozbudowano go w pierwszych latach XX wieku według założeń Edgara Kovátsa. Było w nim 327 pokoi mieszkalnych i sal wykładowych, przeznaczonych dla 400 wychowanków.

## Program nauczania
Program nauczania zakładu pokrywał się programem zalecanym dla klasycznych gimnazjów państwowych, jednak w różnych okresach próbowano go rozszerzyć (np. do 1890 w niektórych klasach usiłowano prowadzić w języku niemieckim lekcje z historii powszechnej, jednak wobec braku spodziewanych wyników z innowacji tej zrezygnowano). W latach 1909–1917 wprowadzono na statusie przedmiotów nadobowiązkowych zajęcia z języków ojczystych oraz języków: ukraińskiego, rosyjskiego, francuskiego, angielskiego, a także rysunków odręcznych, kaligrafii oraz gry na instrumentach. Prowadzenie systemu zajęć nadobowiązkowych umożliwiało uczęszczanie do gimnazjum uczniów mniej zamożnych, chociaż liczba uczniów wywodzących się z warstw średnich nie była zbyt liczna.
Jako placówka przeznaczona dla arystokracji i finansjery zakład oferował również lekcje jazdy konnej, szermierki i tańca.

## System wychowawczy
Jak wspomina jeden z wychowanków Zakładu Andrzej Rostworowski: Na dwu piętrach były tam w sumie dwa kilometry korytarzy. Każda z klas miała oddzielną sypialnię, salę do nauki, salę do rekreacji. Przemarsze przez korytarze odbywały się w milczeniu w dwóch szeregach. „W milczeniu wchodziło się do jadalni na 550 osób i dopiero na dzwonek prefekta generalnego, który jadał obiad razem z nimi, wolno było rozmawiać. Na koniec obiadu, na sygnał dzwonka trzeba było zamilknąć, co nie zawsze się udawało zrobić równocześnie”. Pobudka była o szóstej rano, cisza nocna o pół do dziesiątej. Lekcje trwały od 9 rano do pierwszej, z trzema kwadransami dużej pauzy i od czwartej do pół do szóstej. Przygotowanie lekcji zajmowało 4 godziny w trzech porcjach, z których pierwsza trwała od 8 do 9 rano. Na rekreację poświęcano dwie i pół godziny w dwu ratach. We wtorki i czwartki zamiast poobiednich rekreacji i lekcji odbywały się wycieczki-spacery. Zimą: łyżwy, narty, sanki. Latem kąpiele w rzece.
Szkoła została celowo zlokalizowana w małym miasteczku dla uniknięcia ocenianego przez jezuitów negatywnie wpływu wielkiego miasta z końca XIX w., a jej wychowankowie mogli opuszczać mury szkoły jedynie za zgodą rektora lub prefekta i w asyście osoby dorosłej, mając zakaz odwiedzania sklepów i lokali gastronomicznych. Uczniowie brali udział w codziennych nabożeństwach. Obowiązywał pełny nadzór nad ich korespondencją. W użyciu jeszcze na początku lat 30. XX w. były kary cielesne obejmujące golenie głowy oraz bicie trzciną lub gumową rurką, a także ośmieszające przebrania dla uczniów uznanych za krnąbrnych lub niewykazujących postępów w nauce. Utrzymanie porządku w zakładzie opierało się na „złamaniu oporu bardziej samodzielnie odczuwających i myślących jednostek”. Wychowankom zaszczepiano określone poglądy polityczne.

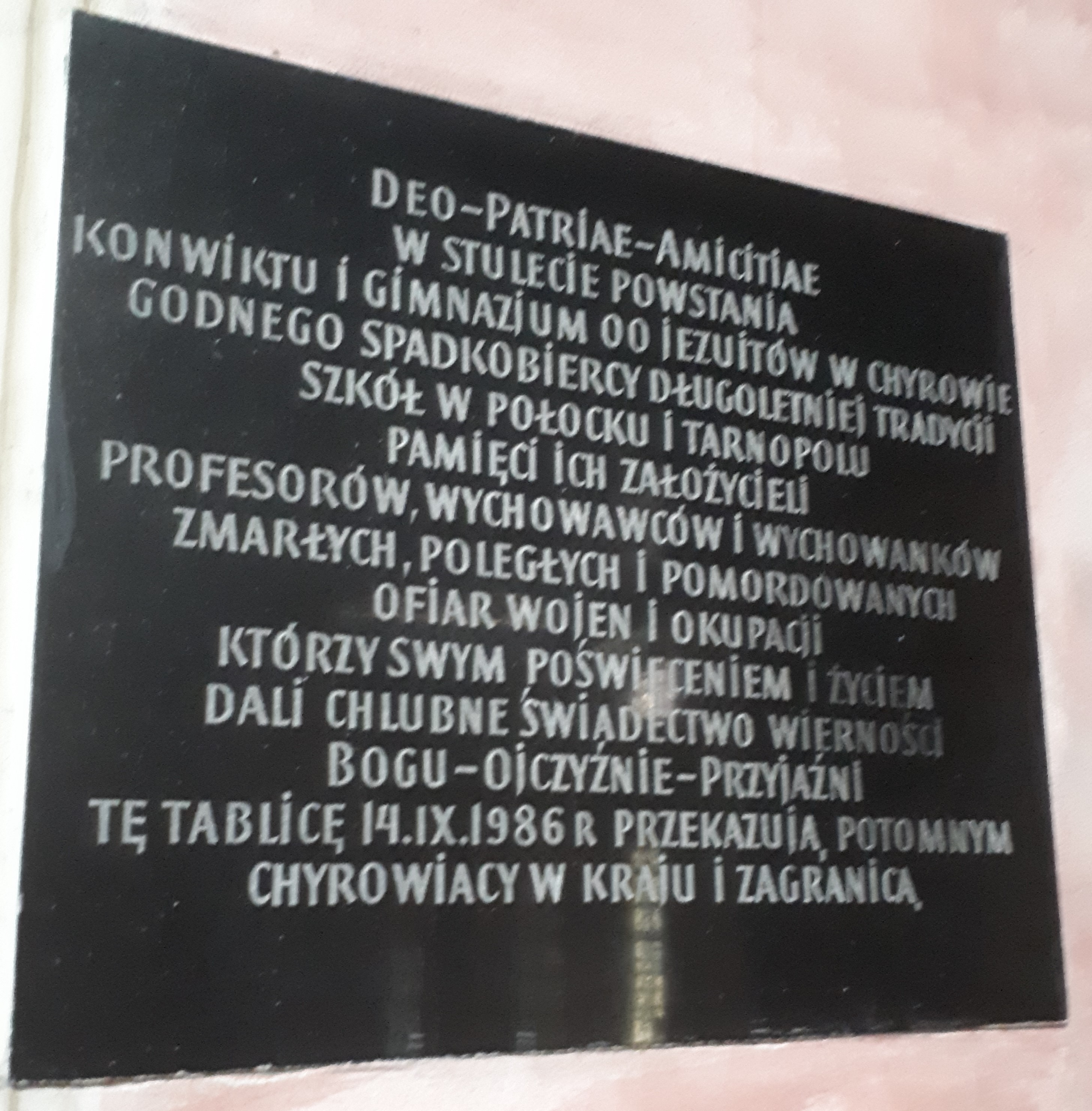
Tablica upamiętniająca stulecie powstania konwiktu i gimnazjum Jezuitów w Chyrowie, kościół św. Barbary w Krakowie

## Dyrektorzy
- ks. Jacek Stopka[10]
- ks. Arnold Waszyca[10]
- ks. Romuald Czeżowski[10]
- ks. Kazimierz Stefański[10]
- ks. Maksymilian Kohlsdorfer[10]
- ks. Jakub Krysa[10]
- ks. Józef Sawicki[10]
- ks. Józef Sas[10]
- ks. Maksymilian Kohlsdorfer[10]
- ks. Jan Dorda[30]
- ks. Błażej Blajer[30]
- Ks. Józef Kościsz[30]

Prefektami generalnymi byli do 1935 kolejno Ignacy Miszkiewicz, Michał Maćkowski, Antoni Stopa, Jan Beigert, Kazimierz Stefański, Antoni Stopa, Józef Hrubant, Wojciech Stafiej, Jan Słonkowski, Wojciech Stafiej, Józef Bury, Władysław Dzikiewicz, J. Machowski, Ignacy Wałęcki, Władysław Piechucki i Ignacy Wałęcki.

## Wychowawcy
(Na podstawie materiału źródłowego)
- Jan Beyzym – polski duchowny katolicki, jezuita, misjonarz na Madagaskar, błogosławiony Kościoła katolickiego
- Karol Rund – nauczyciel muzyki i dyrygent chóru[33]
- Władysław Dzikiewicz – jezuita, przełożony w Chyrowie (zwany „generałem”)
- Nikodem Biernacki
- Władysław Filar (1898/1899)
- Adam Kozłowiecki (1933/1934)

Według stanu z 1926 wszyscy nauczyciele gimnazjum byli członkami zakonu oo. Jezuitów.

## Wychowankowie
Do chyrowskiego gimnazjum uczęszczali synowie ziemiaństwa, urzędników państwowych i samorządowych z ziem dawnej Rzeczypospolitej, a także Śląska (pruskiego i cieszyńskiego), oraz z Austrii, Czech i Węgier. Przez tę elitarną szkołę męską, która istniała 53 lata, przewinęło się około 6170 uczniów (nazywanych Chyrowiakami, stanowiących trzy pokolenia polskiej inteligencji i ziemiaństwa), w tym 1260 maturzystów. Wychowankowie gimnazjum należeli do elity społeczeństwa polskiego. Działali oni w różnych dziedzinach (duchowni, urzędnicy państwowi, dyplomaci, parlamentarzyści, wojskowi, pracownicy nauki, prawnicy, artyści, literaci), spośród nich rekrutowali się twórcy niepodległego państwa polskiego, uczestnicy kampanii wrześniowej, ruchu oporu, Polskich Sił Zbrojnych, a także osoby tworzące historię zagospodarowania Ziem Zachodnich i Północnych.
Gimnazjum chyrowskie ukończyli m.in.:
- błogosławieni: Stanisław Kostka Starowieyski wojskowy;
- politycy: Eugeniusz Kwiatkowski, Alfred Birkenmayer, Jan Choiński-Dzieduszycki, Jan Kalenkiewicz;
- dyplomaci: Leon Koppens, Jerzy Barthel de Weydenthal;
- wojskowi: Roman Abraham, Kazimierz Rafał Chłapowski, Teodor Chmielowski, Bolesław Dunikowski, Adam Epler, Jerzy Kirchmayer, Stanisław Kogucki (1910), Stefan Kopecki, Wawrzyniec Łobaczewski, Adam Łubkowski, Kazimierz Papara, Witold Scazighino, Władysław Śniadowski, Wiktor Kamieński, Leon Schnür-Pepłowski;
- pisarze: Franciszek Ksawery Pruszyński, Kazimierz Wierzyński, Józef Garliński, Konrad Rakowski, Kamil Giżycki, Mieczysław Orłowicz;
- działacze społeczni: ks. Mieczysław Kuznowicz, Mieczysław Chłapowski, Tadeusz Łubieński, Feliks Szymanowski, Roman Wajda, Marian Kawski, Hieronim Wierzyński;
- duchowni: kardynał Adam Kozłowiecki (arcybiskup Lusaki), ks. Stanisław Starowieyski, zakonnik ze Zgromadzenia Kapłanów od Najświętszego Sakramentu, przyjaciel Karola Wojtyły z którym wspólnie wyjechał na studia do Rzymu w 1946 r., biskup Kazimierz Tomczak, Edward O’Rourke (pierwszy biskup gdański), Marian Morawski (bratanek założyciela, teolog, męczennik Oświęcimia),  Stanisław Styś (jezuita, biblista, profesor), Bruno Wolnik (jezuita, misjonarz);
- naukowcy: Aleksander Birkenmajer, Mieczysław Jerzy Gamski, Stanisław Łoś, Paweł Siwek, Franciszek Tokarz;
- lekarze: Marian Garlicki;
- artyści i działacze kulturalni: Adam Styka, Antoni Wiwulski (twórca Pomnika Grunwaldzkiego w Krakowie), Witold Bełza;
- aktorzy: Kazimierz Junosza-Stępowski[34], Włodzisław Ziembiński;
- nauczyciele: Jan Radożycki;
- urzędnicy: Józef Trznadel;
- filozofowie: Julian Edwin Zachariewicz.

Uczniami zakładu byli również Zdzisław Peszkowski, Bolesław Wieniawa-Długoszowski i Wojciech Weiss.